# Сергій Ковальов (каноїст)
Сергій Ковальов (рум. Serghei Covaliov; 14 жовтня 1944, Міла 23, жудець Тулча, Румунія — 16 травня 2011, Летівши, жудець Тулча, Румунія) — румунський каноїст, олімпійський чемпіон Олімпійських ігор в Мехіко (1968).
Виступав за спортивний клуб «Динамо» (Бухарест).
Олімпійський чемпіон літніх Ігор в Мехіко (1968) у веслуванні на каное-двійці на 1000 м (з Іваном Пацайкіним). Чемпіон світу 1966 року (з Віколь Калабічевим) і 1970 року (з І. Пацайкіним) у веслуванні на двійці на 1000 м. Чемпіон Європи 1969 року в веслування на двійці на 1000 м. На Олімпійських іграх в Мюнхені (1972) і на чемпіонаті світу 1971 завоював срібні медалі у веслуванні на двійці на 1000 м (з І. Пацайкіним). Бронзовий призер першості Європи 1965 року.